# Paris verticillata
Paris verticillata là một loài thực vật có hoa trong họ Melanthiaceae. Loài này được M.Bieb. miêu tả khoa học đầu tiên năm 1819.